# Néstor Sánchez
Néstor Sánchez (Buenos Aires; 7 de febrero de 1935 - Buenos Aires; 15 de abril de 2003) fue un escritor y traductor argentino.

## Biografía
Se lo conoce como unos de los autores menos expuestos y más extraños de su país, y por la especial manera de componer sus obras, que no solo fueron experimentales sino también extravagantes y ricas, de temática casi siempre centrada en la ciudad que lo vio nacer. Su vida tuvo gran itinerancia entre los diversos continentes, con una larga estadía en los Estados Unidos. Fue amigo de Julio Cortázar, de quien siempre recibió un caluroso respaldo y elogios por sus creaciones literarias. Sus obras han sido redescubiertas por recientes reediciones. De su novela Nosotros dos se dijo, "la mejor novela que se había escrito después de Arlt". En el 2023, a veinte años de su muerte, se publicó por primera vez su biografía completa (Néstor Sánchez, La conducta iluminada. Jorge Antolín). Otros intentos anteriores de completarla manifestaron en su dificultad la tarea que suponía estructurar una vida tan enigmática y fantástica como la que vivió Néstor Sánchez. (Puede leerse el primer capítulo completo de la biografía en el blog literario Cuarta Prosa.)

## Obras
Novelas
- Nosotros dos (1966)
- Siberia blues (1967)
- El amhor, los orsinis y la muerte (1969)
- Cómico de la lengua (1973)

Cuentos
- La condición efímera (1988)

Otros
- Ojo de rapiña. Monólogos sobre una experiencia de escritura (2013)
- Solos de Remington  (2014)
- Visiones de Sánchez (2014)
- El drama sin atenuantes (2014)